# Schankenbach
Der Schankenbach ist ein  etwa anderthalb Kilometer langer Bach im rheinland-pfälzischen Landkreis Bad Dürkheim, der auf dem Gebiet der Gemeinde Esthal nach einem südöstlichen Lauf von links in den Speyerbach mündet.

## Geographie

### Verlauf
Der Schankenbach entspringt ostsüdöstlich des Mittleren Gleisbergs und westsüdwestlich des 467,5 m hohen Hinteren Gleisbergs in einem Mischwald des Staatsforstes Johanniskreuz auf einer Höhe von 292 m ü. NHN. Etwa 50 Meter nordwestlich der Quelle steht dort eine Marienstatuette.
Der Bach fließt zunächst, rechts und links begleitet von Waldwegen, zwischen dem 392,7 m hohen Wassersteinberg (mit dem Naturdenkmal Wassersteine) auf seiner rechten Seite und dem  327 m hohen Esthalsohler Berg auf der linken ungefähr 700 Meter in südöstlicher Richtung durch das enge und auf beiden Seiten mit Mischwald bedeckte Kerbtal Erfensteiner Tal und passiert dabei eine auf seiner rechten Seite liegende Quelle. Er wendet sich nun nach Ostsüdosten und zieht dann mehr und mehr nach Osten drehend etwa 400 Meter bachabwärts an der dort knapp 100 Meter südlich seines Bachbettes liegenden Ruine der Burg Erfenstein vorbei. Der Bach erreicht kurz danach den Nordostrand der zur Ortsgemeinde Esthal gehörenden Siedlung Erfenstein und verschwindet dort sogleich verdolt in den Untergrund.
Er fließt unterirdisch südlich der Schankentalstraße entlang und läuft dabei an einer Lourdesgrotte vorbei. Er knickt dann scharf nach Südwesten ab, unterquert danach noch die Landesstraße 499, die dort auch den Namen Talstraße trägt, und mündet schließlich in Erfenstein auf einer Höhe von etwa 186 m ü. NHN von links in den oberen Speyerbach. Etwa 100 Meter südlich der Mündung steht auf der anderen Seite des Speyerbachs die Ruine der Burg Spangenberg und knapp 200 Meter östlich mündet ebenfalls auf der anderen Seite das Höllischtalbächlein.
Der etwa 1,54 km lange Lauf des Schankenbachs endet ungefähr 106 Höhenmeter unterhalb seiner Quelle, er hat somit ein mittleres Sohlgefälle von etwa 69 ‰.

### Einzugsgebiet
Das 1,81 km² große Einzugsgebiet des Schankenbachs liegt im Mittleren Pfälzerwald und wird durch ihn über den Speyerbach und den Rhein zur Nordsee entwässert.
Es grenzt
- im Nordosten an das Einzugsgebiet des Steinbachs, der in den Speyerbach mündet;
- im Westen und Nordwesten an das des Breitenbachs, der ebenfalls in den Speyerbach mündet;
- im Südwesten an das des Speyerbachs direkt;
- im Norden an das des Vorderen Sattelbächleins, das über den Esthalbach (Sattelbach) in den Speyerbach entwässert.

Das Einzugsgebiet ist fast vollständig bewaldet, nur der Mündungsbereich ist zum Teil besiedelt.
Die höchste Erhebung ist der Mittlere Gleisberg mit einer Höhe von 471,2 m  im Norden des Einzugsgebiets.